# Bolbosoma australis
Bolbosoma australis es una especie de acantocéfalo del género Bolbosoma, familia Polymorphidae. Fue descrita por Skrjabin en 1972. Se encuentra en la Antártida y el océano Austral.